# Pullman-Karosserie

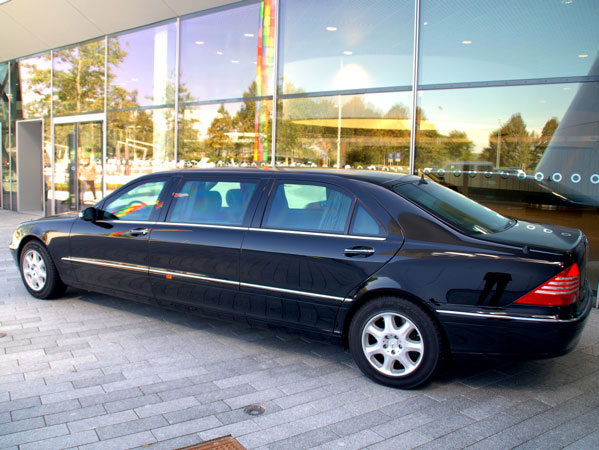
Mercedes-Benz S 600 Pullman

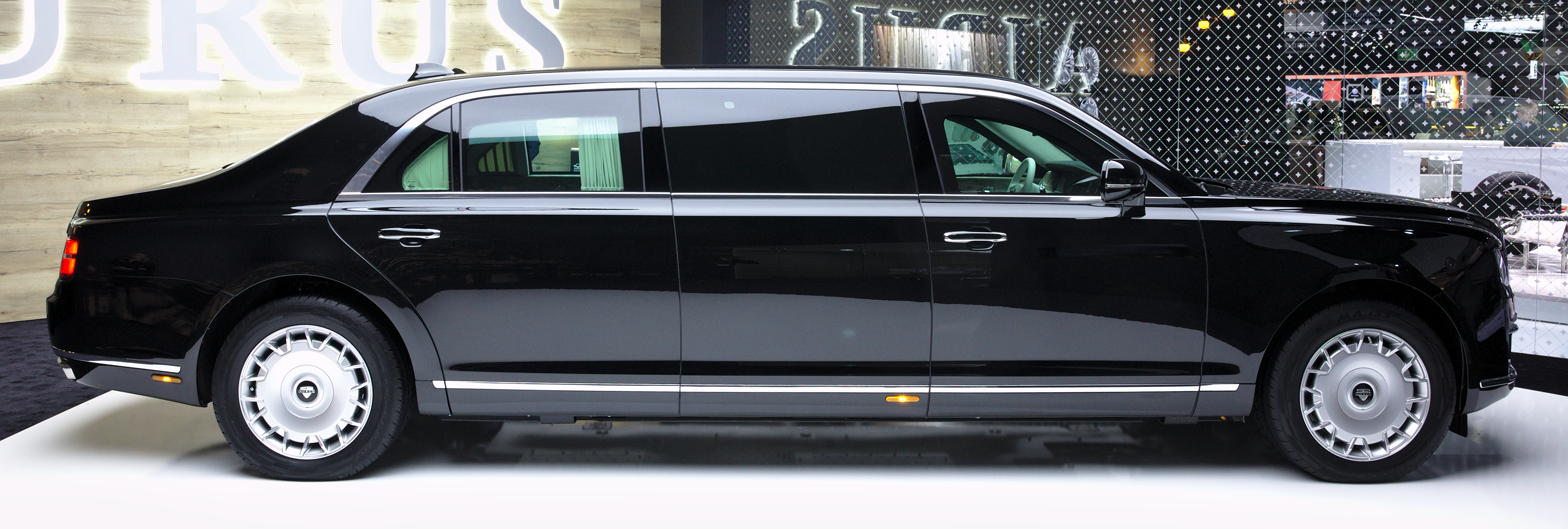
Aurus Senat

Die Pullman-Karosserie ist eine Bauform für Auto-Karosserien. Im Gegensatz zu nachträglich verlängerten Stretch-Limousinen sind Autos mit Pullman-Karosserie bereits ursprünglich so konzipiert und gefertigt, daher wurde in der Regel das Fahrgestell mit dem längsten verfügbaren Radstand innerhalb einer Baureihe verwendet. 

## Definition
Im Automobilbau steht der Begriff Pullman für große, luxuriöse Reisewagen und V.I.P.-Automobile. Die hoch individuellen Fahrzeuge wurden bis zum Zweiten Weltkrieg von auf Sonderkarosserien spezialisierten Betrieben angefertigt. 
Die älteste bekannte, deutsche Begriffsdefinition findet sich in Kraftfahrer und Kraftfahrzeug von 1928.

### DIN 70010 „Systematik der Straßenfahrzeuge“
Der Begriff tritt bereits im März 1959 im deutschen Normenwerk auf, nämlich in Norm DIN 70011 „Aufbauten für Personenkraftwagen; Benennungen und Begriffe“. Darin wurden 5 oder mehr Sitze unabhängig von ihrer Anordnung und eine „Trennwand mit Kurbel- oder Schiebefenster zwischen Vorder- und Hintersitzen“ verlangt.
Nach der aktuelleren deutschen DIN-Norm 70010 „Systematik der Straßenfahrzeuge“ vom April 1978, die mit der internationalen Norm ISO 3833–1977 „Road vehicles - Types - Terms and Definitions“ abgestimmt ist, wird die Pullman-Limousine definiert als  Personenkraftwagen
- mit geschlossenem Aufbau
- mit festem, starrverbundenen Dach
- mit vier oder mehr Sitzen in zwei oder mehr Sitzreihen
- mit vier oder sechs seitlichen Türen
- mit sechs oder mehr Seitenfenstern

### In der Fachliteratur
Ein deutschsprachiges Nachschlagewerk von 1952 unterscheidet zwei Pullman-Aufbauten, die im Einzelnen umschrieben werden als:
- Pullman-Limousine: Geschlossener Aufbau, 2–3 Sitzreihen, 4–8 Sitze, 4 Türen, Trennscheibe hinter Fahrersitz. In europäischen Ländern üblich.

- Pullman-Cabriolet: 2 Sitzreihen, 4–7 Sitze, 4 Türen. Völlig zu schließendes und zu öffnendes Verdeck mit versenkbaren Seitenscheiben und Trennscheibe hinter dem Fahrersitz. In Deutschland, Frankreich und Großbritannien üblich.[2]

Der Fachbuchautor Halwart Schrader führt in einem Nachschlagewerk zu dem Stichwort „Pullman“ aus:
„Als Pullman-Limousine (so genannt nach den luxuriös eingerichteten Eisenbahnwagen des amerikanischen Industriellen George Mortimer Pullman) pflegte man bis Ende der dreißiger Jahre jene Personenwagen zu bezeichnen, die über zusätzliche Notsitze im Fond verfügten und somit mindestens sieben Personen Platz boten sowie eine Separationsscheibe aufwiesen.“

## Ursprung des Namens
Der Name leitet sich von der Firma Pullman Palace Car Company und deren Gründer, dem US-Amerikaner George Mortimer Pullman, ab. In der Pionierzeit des Automobilbaus wurden Autos vom Autohersteller meist nur als Fahrwerke mit Motor ausgeliefert. Die Pullman Palace Car Company war eines der Unternehmen, die die Aufbauten fertigten. Firma und Gründer wurden allerdings ab 1858 vor allem durch komfortable Schlafwagen (Pullmanwagen) bekannt. Die Strahlkraft des Namens Pullman blieb über die Jahrhundertwende noch so groß, dass der Industrielle A. P. Broomell die 1905 gegründete Automarke für Luxuswagen ebenfalls Pullman nannte.
In der Gegenwart wird der Name Pullman, zumindest im deutschsprachigen Raum, vorwiegend für den Mercedes-Benz Pullman verwendet, diese Fahrzeuge werden seit 1963 bis heute produziert.

## Beispiele für Fahrzeuge mit Pullman-Versionen

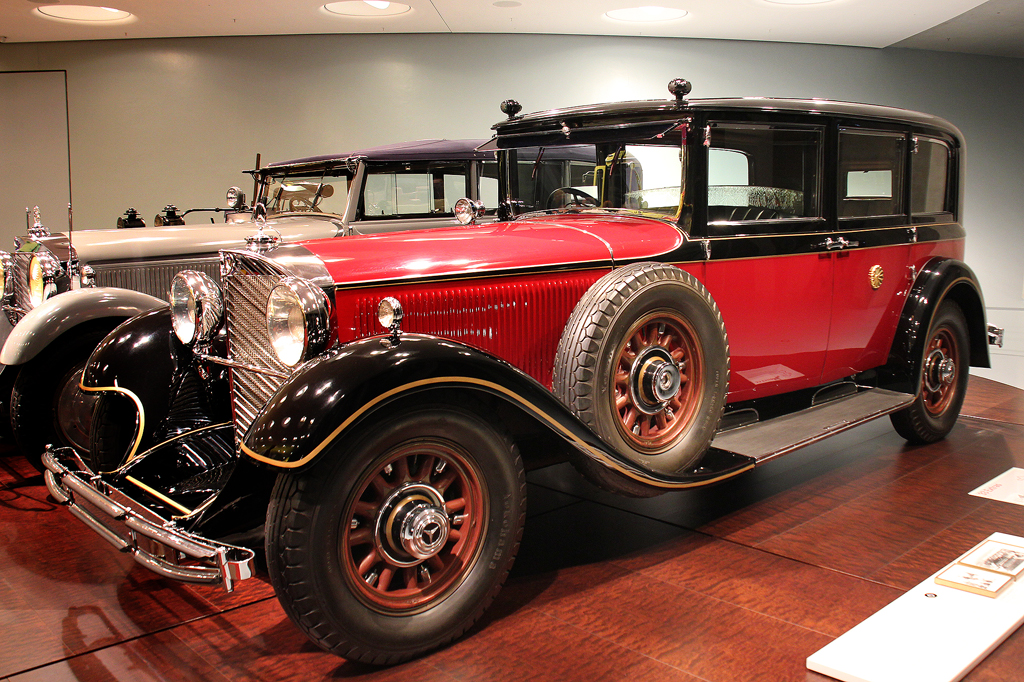
Mercedes-Benz 770 (W 07) Pullman-Limousine von Kaiser Hirohito (1935).

- Mercedes-Benz 770 („Großer Mercedes“) (1930–1938)
- Opel 6 (1934)
- Humber Pullman (1945–1954)
- Lancia Aurelia B 15 (nur 1953)
- Borgward Hansa 2400 (1953–1958)
- BMW 505 (1955/56)
- Mercedes-Benz 600 (1964)
- Mercedes-Benz Pullman (diverse Modelle)
- Aurus Senat (2019)

## Verwandte Begriffe

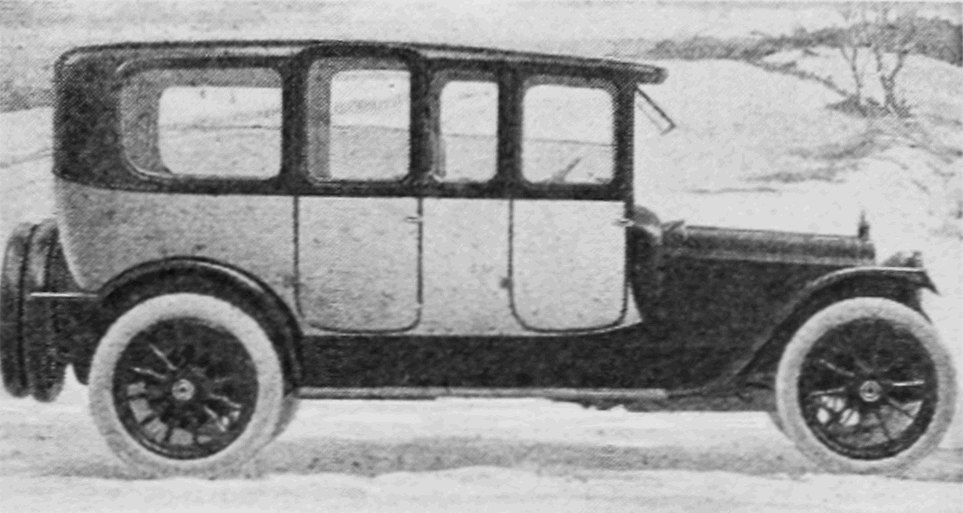
Packard Twin Six Series I Vestibule Limousine (1916).

- Imperial Limousine: Von Cadillac in den 1920er und 1930er Jahren verwendete Bezeichnung für Pullman-Limousinen. Sie wurden von Fleetwood gefertigt resp. aufgewertet.
- Vestibule Limousine (auch als Sedan): Die hintere, oben meist gerundete, Türe ragt in das Dach, sodass das Fahrzeug aufrecht betreten und verlassen werden kann. Diese Form kam Anfang der 1920er Jahre aus der Mode.[1] Hersteller wie Pierce-Arrow oder Packard führten sie im regulären Programm.